# 若昂·德·洛雷罗
若昂·德·洛雷罗（João de Loureiro，1717年—1791年）为葡萄牙传教士、古生物学家、医生及植物学家。1742年，他去往交趾支那，并在此生活了30年。他专业于亚洲植物的研究，并在1790年出版了《交趾支那植物志》（Flora Cochinchinensis）。

## 所命名的分類
（列表可能不完整）
- 1个若昂·德·洛雷罗命名的生物分类